# Újtelep (Ausztria)
Újtelep (németül: Neustift bei Güssing) község Ausztriában Burgenland tartományban a Németújvári járásban.

## Fekvése
Németújvártól 6 km-re délnyugatra a Lahn-patak felső folyásánál fekszik.

## Története
Területén már a történelem előtti időkben is éltek emberek, erről tanúskodik a határában a Fidischwald dűlőben található két ősi halomsír. A település első írásos említése 1428-ban történt a németújvári uradalom adománylevelében "Gederfew" alakban. A név valódi alakja Gödörfő, mely magyarok által lakott településre enged következtetni. 1459-ben Hunyadi Mátyás király a németújvári uradalmat és vele együtt Gödörfőt is hívének, Újlaky Miklós erdélyi vajdának adta. 1524-ben Újlaky Lőrinc halála után uradalommal együtt a Batthyányak birtoka lett. 1532-ben elpusztította a török. Mai német neve csak 1604-ben bukkan fel oklevélben, tehát a török pusztítás után valószínűleg németekkel telepítették újra. Ekkor kapta mai Újtelep nevét. Egy évvel később Bocskai István hajdúi dúlták fel a falut.
1648-ban Batthyány Ádám Perneszi Ferencnek adta zálogba. 1662-ben a Batthyányak közötti birtokfelosztás során Batthyány Kristóf birtoka lett. 1663-ban Batthyány Kristóf megváltotta a Pernesziektől és 1668-ban Kisfaludy István özvegyének Gréczy Annának adta zálogba. A település első katolikus iskolája valószínűleg 1700 körül épült fel. Evangélikus iskoláját 1824-ben alapították, de csak 1860-ban épült fel az iskola épülete. Ebben az időben jelennek meg az első cigány családok a településen. 1879-ben megépült az új katolikus népiskola, 1889-ben az evangélikus iskola és a postahivatal.
Fényes Elek szerint " Neustift, német falu, Vas vmegyében, 358 kath. lak., bortermesztéssel. A németujvári urad. tartozik."
Vas vármegye monográfiája szerint " Ujtelep (Neustift), nagyközség, 169 házzal és 1163 r. kath. és ág. ev. vallású, németajkú lakossal. Postája helyben van, távírója Német-Újvár."
1910-ben 931 lakosából 908 német, 2 magyar, 21 egyéb nemzetiségű lakosa volt. A trianoni békeszerződésig Vas vármegye Németújvári járásához tartozott. 1921-ben Ausztria Burgenland tartományának része lett. 1949-ben bevezették az elektromos áramot. 1954-ben új iskola építése kezdődött, mely 1958-ban nyitotta meg kapuit. 1956-ban megépült a községet átszelő Németújvár és Rábakeresztúr közötti országút. 1970-ben felavatták az új tűzoltószerházat. 1971-ben Újtelepet Borosgödörrel, Alsó- és Felsőmedvessel, valamint Sándorheggyel egy nagyközségben egyesítették. 1991. május 31-én a nagyközséget megszüntették és részei újra önálló községek lettek.
2001-ben 566 lakosa volt, ebből 552 német, 4 magyar, 10 egyéb nemzetiségű.

## Nevezetességei
- Páduai Szent Antal tiszteletére szentelt római katolikus temploma 1951-ben épült.
- Evangélikus imaházát 1958-ban szentelték fel.

## Külső hivatkozások
- Hivatalos oldal
- Várszentmiklós weboldala
- Újtelep a dél-burgenlandi települések honlapján
- Burgenland településeinek történeti lexikona